# Pamela Dutkiewicz
Pamela Dutkiewicz (Kassel, 28 september 1991) is een atleet uit Duitsland.
Haar moeder was meervoudig Pools kampioene op de 800 meter, haar vader speelde voetbal in het Poolse nationale jeugdelftal.
Op de Olympische Zomerspelen van Rio de Janeiro in 2016 liep Dutkiewicz voor Duitsland op de
100 meter horden.
Op het Wereldkampioenschappen atletiek 2017 werd zij derde op de 100 meter horden.
Op de Europese kampioenschappen indooratletiek 2017 liep zij de 60 meter horden, waar ze de bronzen medaille pakte.
In september 2021 kondigt Dutkiewicz het einde van haar carrière aan.

## Persoonlijke records
Outdoor
| Onderdeel    | Prestatie | Wind | Plaats                       | Datum      |
| ------------ | --------- | ---- | ---------------------------- | ---------- |
| 200m         | 24.63s    | +0.5 | Friedberg (GER)              | 17.08.2011 |
| 100 m horden | 12.61s    | +1.9 | Weinheim (GER)               | 27.05.2017 |
| 4x100m       | 43.71     |      | Olympiastadion, Berlin (GER) | 02.09.2018 |

Indoor
| Onderdeel   | Prestatie | Wind | Plaats         | Datum      |
| ----------- | --------- | ---- | -------------- | ---------- |
| 60m ind.    | 7.35      |      | Dortmund (GER) | 21.01.2018 |
| 200m ind.   | 24.17s    |      | Dortmund (GER) | 12.01.2014 |
| 60mH ind.   | 7.79      |      | Leipzig (GER)  | 18.02.2017 |
| 4x200m ind. | 1:34.67   |      | Leipzig (GER)  | 23.02.2014 |

bijgewerkt september-2021
- World Athletics: 14940414